# Stig Hellerström
Stig Hellerström, född den 25 juni 1928, död 16 december 2019, var en svensk trädgårdsmästare och författare. Han var stadsträdgårdsmästare i Norrköping 1956–1993 och en förkämpe för naturens bevarande som ordförande i Norrköpings biologiska förening. Han gjorde det nynorskspråkiga standardverket Norsk og svensk flora (ny upplaga Norsk, svensk, finsk flora) tillgängligt för svenskspråkiga genom att utge en översättande ordlista.